# الفيل بابار
بابار هو شخصية فرنسية خيالية، ظهر لأول مرة في كتاب الأطفال الفرنسي Histoire de Babar  وصممه الكاتب الفرنسي جون دي برنهوف عام 1931 ولاقى نجاحًا مبهرًا. أمَّا النسخة الإنجليزية فكانت بعنوان قصة بابار أو The Story of Babar، قدمها ألان ألكسندر ميلني عام 1933 في بريطانيا العظمى والولايات المتحدة. القصة من تأليف زوجة برنهوف، حيث كانت ترويها لأطفالهما. بابار هو فيل اصطاده أحد الصيادين بعد أن قتل والدته، هرب بابار منه وترك الغابة وذهب إلى المدينة بكل ما فيها من حضارة وتمدن لينقل تجاربه لأصدقاءه الأفيال. فور وصوله الغابة يموت زعيم الأفيال إثر تناول نبتة عيش الغراب مسممة. فيختاره الشعب نظرًا لثقافته وتحضره ملكًا ويتزوج ابنة عمه وينجب أطفالًا يعلمهم القيم والمبادئ النبيلة.
تم إنشاء عدة مسلسلات وافلام عن الشخصية منها مسلسل بابار وفيلم بابار الذي أنتج في سنة 1989.